# جيرالدين بيتمان وودز

## النشأة والتعليم
ولد وودز في 29 يناير 1921، في ويست بالم بيتش ، فلوريدا إلى سوزي (كينغ) وأوسكار بيتمان. في الصف الرابع، انتقل وودز من مدرسة أسقفية خاصة إلى المدرسة الثانوية الصناعية، المدرسة العامة الوحيدة في المنطقة التي سمحت للطلاب الأمريكيين من أصل أفريقي. تخرجت من المدرسة الثانوية في عام 1938م وحضرت كلية تالاديجا، وهي كلية سوداء تاريخياً في تالاديجا ، ألاباما.

لم يكن أي من والديها أعلى من التعليم في الصف الثامن،  وتوفي والد وودز عندما كانت في سن المراهقة،  لكن والدتها كانت مصرة على أداء وودز بشكل جيد في المدرسة. ذكر وودز ذات مرة: 
 «والدتي دفعت ثمن كل شيء. كان لديها التزام هائل بالتعليم بشكل عام وتعليمي بشكل خاص. . . نظرًا لأنها كانت تدرك دائمًا أنه لم تتح لها مطلقًا فرصة الحصول على التعليم، فقد طلبت مني، أنا طفلها الوحيد، الحصول على كل التعليم الذي كنت أرغب فيه». 
 في عام 1940م، مرضت والدة وودز وتم إدخالها إلى مستشفى جونز هوبكنز في بالتيمور بولاية ماريلاند. من أجل أن تكون أقرب إليها، انتقل وودز إلى جامعة هوارد في واشنطن العاصمة  في جامعة هوارد، تفوقت وودز في علم الأحياء ودروس العلوم الأخرى. شجعها الدكتور لويس هانزبورو، الأستاذ في هوارد، على مواصلة دراسة علم الأجنة بعد التخرج في عام 1942م. ثم حضر وودز برنامج شراكة بين كلية رادكليف وجامعة هارفارد للحصول على درجة الماجستير في العلوم في عام 1943م ودكتوراه. في علم الأجنة العصبية عام 1945م. 
في عام 1945م، تم انتخابها أيضًا في Phi Beta Kappa ، جمعية الشرف الوطنية، لإنجازاتها الدراسية.

## مسار مهني مسار وظيفي

### 1940-1950
بعد حصولها على درجة الدكتوراه، تولت وودز لفترة منصب مدرب في جامعة هوارد، جامعتها حتى عام 1946. ثم أخذت فجوة لمدة 25 عامًا من العلم للتركيز على عائلتها. 
انخرط وودز بشكل كبير في العمل التطوعي المحلي وشؤون المجتمع، خاصة تلك المتعلقة بالأقليات.   مع مرور الوقت، توسعت جهودها التطوعية إلى المستويات الوطنية. ابتداء من عام 1963، عملت لمدة أربع سنوات في مجلس شؤون الموظفين في وزارة العمل في كاليفورنيا. في العام التالي، أصبحت عضوًا في المعهد الوطني للعلوم الطبية العامة (NIGMS)، وهو معهد من المعاهد الوطنية للصحة (NIH). في وقت لاحق، في عام 1964، أصبحت الدكتورة جيرالدين ب. وودز أول امرأة أمريكية أفريقية يتم تعيينها في مجلس الخدمات الطبية الاستشارية العامة الوطنية (NAGMS)، وهو مجلس استشاري لنظام NIGMS.  وفي هذا الموقف، تناولت الحاجة إلى تحسين تعليم العلوم وفرص البحث في مؤسسات الأقليات. في عام 1969 عينها NIGMS كمستشار خاص، وهو منصب موقر للغاية.
كانت عضوًا في Delta Sigma Theta ، وهي جمعية أميركية أفريقية تاريخية، لعقود، وقضت فترتين كرئيس وطني من 1963م إلى 1م967. تحت قيادتها، قامت دلتا سيجما ثيتا في عام 1967م بتأسيس مؤسسة دلتا للأبحاث والتعليم (DREF)، وهي منظمة غير ربحية  تساعد المنظمات ذات الأسس في خدمة المجتمع. 
لفتت أعمال وودز في تنمية المجتمع انتباه السيدة الأولى كلوديا ألتا تايلور "ليدي بيرد" جونسون في عام 1965م، وبالتالي تمت دعوة وودز إلى البيت الأبيض للمساعدة في إطلاق برنامج Head Start ، وهو برنامج أمريكي لمكافحة الفقر، مع Delta Sigma Theta .   ثم، في عام 1968م، عين الرئيس ليندون جونسون نفسه رئيسها للجنة الاستشارية الدفاعية للنساء في الخدمات، وهي لجنة تساعد النساء العاملات في القوات المسلحة الأمريكية.

### 1970م
من عام 1968محتى عام1972مواصلت عملها في خدمة المجتمع كنائب لرئيس مؤتمر العلاقات المجتمعية في جنوب كاليفورنيا. 
في عام 1972م، بدأ برنامجان وطنيان عمل وودز في NIGMS ، برنامج وصول الأقليات إلى وظائف البحث العلمي (MARC) وبرنامج دعم البحوث الطبية الحيوية للأقلية (MBRS)، على الرغم من أنها واجهت صعوبة في إقناع المسؤولين في الكليات السوداء بالمشاركة.  في ذلك الوقت كان الكثيرون قلقين بسبب السنوات الطويلة التي خرجوا فيها من دائرة الضوء.
اعتبارًا من عام 1978م، شغل وودز منصب رئيس مجلس أمناء جامعة هوارد. خلال فترة ولايتها، تحدثت عن تفاني تمثال إليزابيث كاتليت للطلاب الطموحين.

### 1980s-1990s
بحلول عام 1980 ازدادت شعبية كل من مارك و MBRS واستفاد مئات الطلاب من البرامج في جميع أنحاء البلاد.  جنبا إلى جنب مع المناصب القيادية البارزة الأخرى، ترأس وودز مجلس أمناء جامعة هوارد من 1975م إلي1988م. 
تقاعدت في النهاية من NIH والعديد من مناصبها القيادية في عام 1991م. 

## الجوائز والتكريمات
حصلت وودز على العديد من الجوائز لتفانيها في خدمة المجتمع وحقوق الأقليات، بما في ذلك جائزة Mary Church Terrell من Delta Sigma Theta و Scroll of Merit of the National Medical Association في عام 1979، وجائزة الإنجاز بجامعة هوارد في عام 1980، والقيادة المتميزة جائزة الإنجاز من الجمعية الوطنية لتكافؤ الفرص في التعليم العالي عام 1987.
في عام 1978، تم تخصيص الندوة السنوية السادسة لدعم NIGMS للأقليات الطبية الحيوية (MBS) التي عقدت في مركز جامعة أتلانتا في جورجيا إلى وودز.  اعترف فرع المدينة الفيدرالية في Delta Sigma Theta Sorority، Inc. بمساهمات وودز في النادي من خلال إنشاء جائزة Geraldine P. Woods Sciences في عام 1994. في مؤتمر البحوث الطبية الحيوية السنوي لطلاب الأقليات (ABRCMS) في عام 2003، كشفت NIGMS عن جائزة Geraldine Woods بسبب دورها المحوري في تطوير MBRS و MARC ، برنامجين من معاهد NIH . تعترف هذه الجائزة بالأفراد الذين كان لهم تأثير كبير في تعزيز تقدم الأقليات الممثلة تمثيلا ناقصا في العلوم الطبية الحيوية.
تم إنشاء زمالة في علم الأحياء في جامعة هوارد وواحدة في الكيمياء في جامعة أتلانتا باسمها.  كما حصلت على درجات فخرية في كلية بنديكت وكلية تالاديجا وجامعة فيسك وكلية بينيت وكلية ميهاري الطبية وجامعة هوارد. 

## الحياة الشخصية
خلال فترة عملها كمدربة في هوارد، التقت وتزوجت روبرت وودز، طالب طب الأسنان في كلية ميهاري الطبية.  بعد تخرجه من كلية طب الأسنان، انتقلوا إلى لوس أنجلوس ، كاليفورنيا  حيث أوقفت وودز مسيرتها المهنية لتربية أطفالهم الثلاثة، جان، جيري، وروبرت.
قال وودز ذات مرة: «كنت مشغولاً للغاية» بالقيادة «لدرجة أنني لم أجد الوقت للبحث والكتابة. ولكن أعتقد أنني قدمت مساهمة دائمة للعلم مع ذلك». 
بعد مرض طويل توفي وودز في 27 ديسمبر 1999 في منزلها أليسو فيجو. 